# Jean Gravelle
Jean Gravelle (né le 7 décembre 1927 à Aylmer au Canada et mort le 18 janvier 1997) est un joueur canadien de hockey sur glace. Lors des Jeux olympiques d'hiver de 1948 disputés à Saint Moritz il remporte la médaille d'or.